# Guatteria oligocarpa
Guatteria oligocarpa är en kirimojaväxtart som beskrevs av Carl Friedrich Philipp von Martius. Guatteria oligocarpa ingår i släktet Guatteria och familjen kirimojaväxter. Inga underarter finns listade i Catalogue of Life.